# Buddleja fragifera
Buddleja fragifera är en flenörtsväxtart som beskrevs av Leeuwenberg. Buddleja fragifera ingår i släktet buddlejor, och familjen flenörtsväxter. Inga underarter finns listade i Catalogue of Life.